# Distrito de Bačka del Oeste
El Distrito de Bačka del Oeste (en serbio: Западнобачки округ, Zapadnobački okrug), es un distrito al norte de Serbia. Se encuentra en la región de Bačka, en la provincia autónoma de Voivodina. Su población en 2011 era de 188 087. Su capital es Sombor.
Se ubica en la esquina noroccidental del país y es fronterizo con Hungría y Croacia.

## Municipios

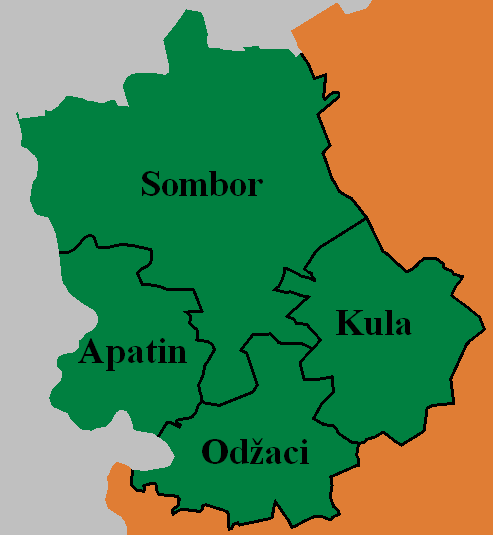
Municipios del Distrito de Bačka del Oeste.

Comprende la ciudad de Sombor y tres municipios rurales:
- Apatin
- Kula
- Odžaci